# Expo Park Hannover

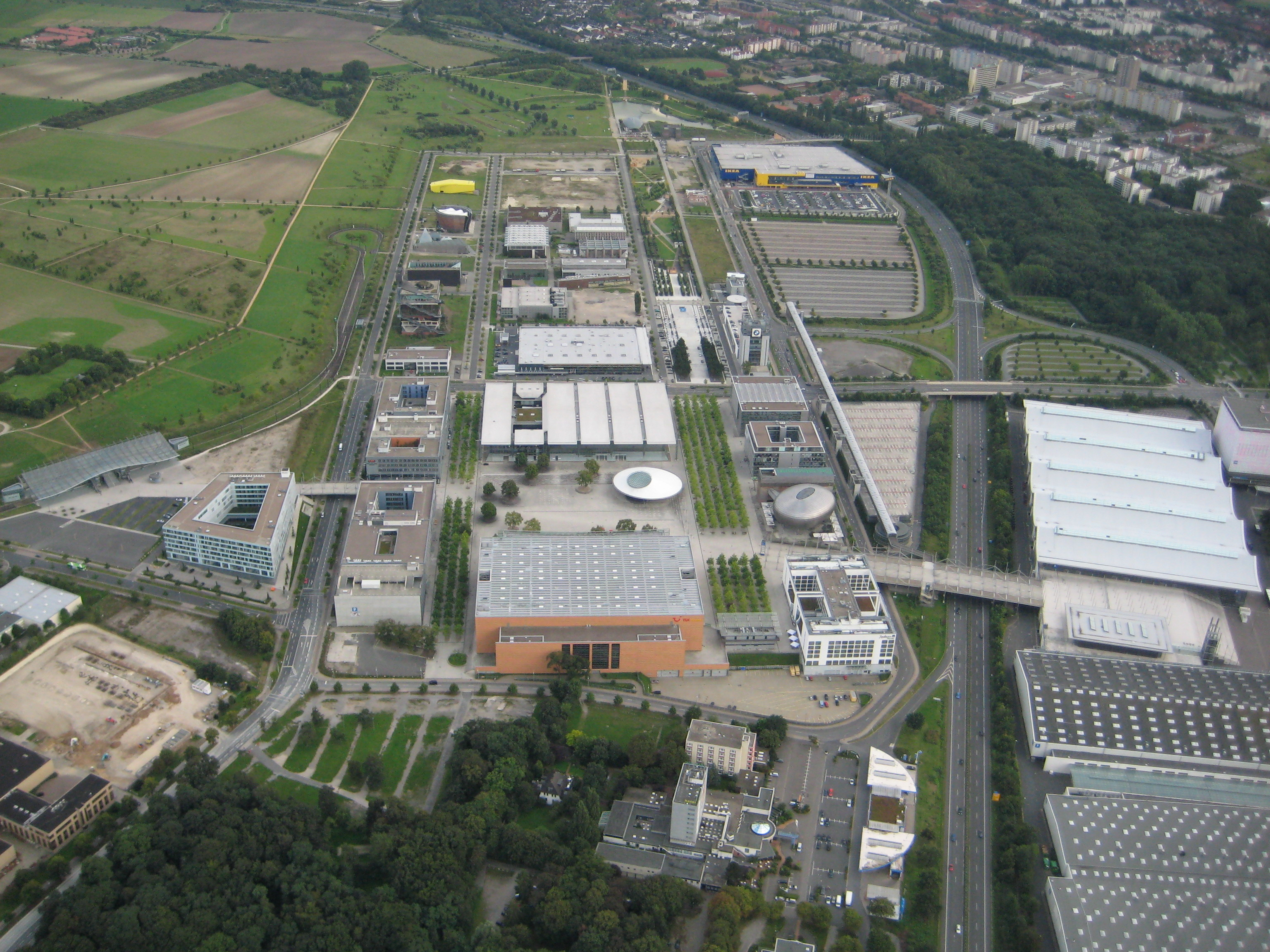
Luftaufnahme von 2008 des früheren EXPO-Ost-Geländes, heute Expo Park Hannover

Als Expo-Park Hannover wird das ehemalige Ostgelände der Expo 2000 in Hannover bezeichnet. Es gehört heute vollständig zum Stadtteil Mittelfeld. Bis zu einer Korrektur der Stadtteilgrenzen gehörte der überwiegende südliche Teil zum Stadtteil Bemerode. Es ist heute ein IT-, Medien- und Hightech-Gewerbepark mit integriertem Campus der Hochschule Hannover, der Leibniz-Fachhochschule sowie der Multimedia-berufsbildenden Schule Hannover.
Der Expo-Park Hannover zeichnet sich durch eine Vernetzung zwischen Forschung, Lehre und Unternehmen aus. Der Wissenstransfer und die Kontaktpflege in weltweitem Rahmen werden durch die räumliche Nähe zur CeBIT, der Leitmesse für Informationstechnik und Telekommunikation, und weiteren internationalen Leitmessen der Deutschen Messe AG gefördert.

## Infrastruktur

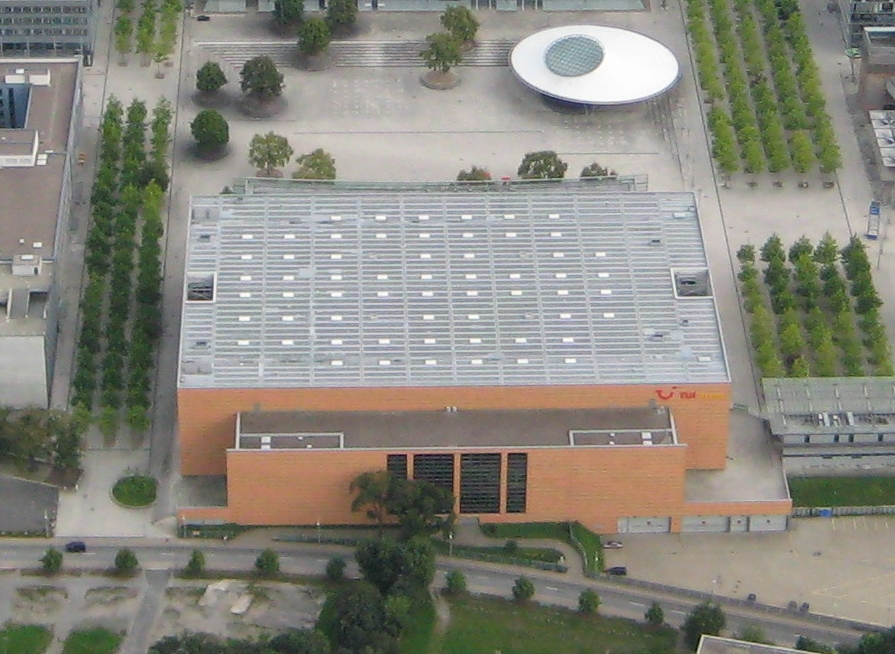
Die TUI-Arena stellt das nördliche Ende des Expo-Parks dar. Die Expo Plaza umgibt die TUI-Arena dreiseitig im Osten, Süden und Westen

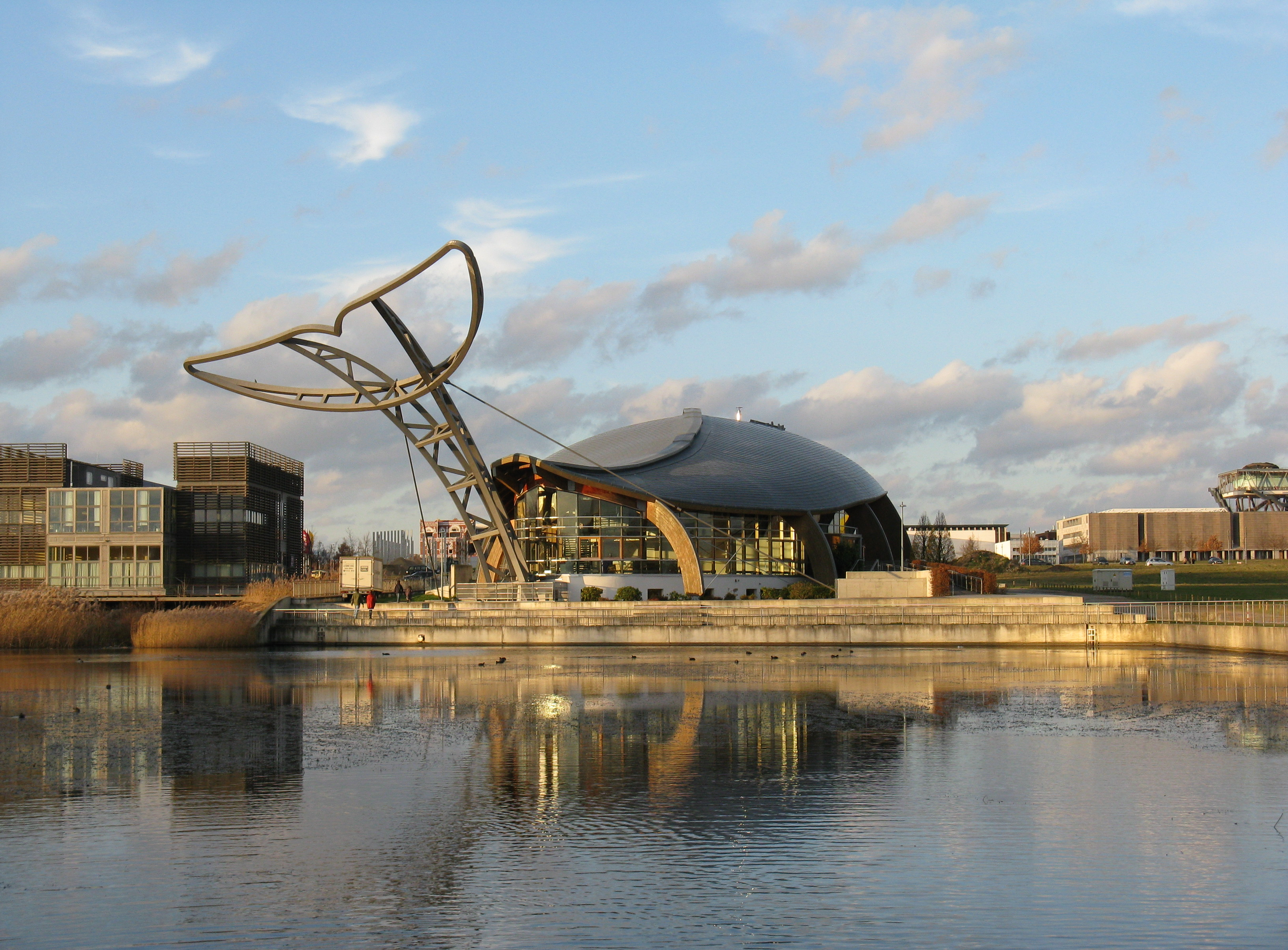
Expo-Wal, ehemaliger Pavillon der Hoffnung von WVD, CVJM und DEA

Der Expo-Park Hannover ist durch die den Messeschnellweg überbrückende Exponale mit dem Messegelände verbunden. Durch diese Nachbarschaft sowie die Anbindung an den Messeschnellweg und die Stadtbahn Hannover verfügt der Expo-Park trotz der Entfernung von 10 km zum Stadtzentrum über eine gut ausgebaute Infrastruktur.
Baulich ist der Technologiepark geprägt durch die früheren Expo-Pavillons, Landschaftsgärten und die Expo-Plaza. Das Areal ist eingebettet in den Landschaftspark Expo-Park-Süd. Die zur EXPO im Jahre 2000 gestaltete Gartenlandschaft „Gärten im Wandel“ durchzieht das Gelände in Nord-Süd-Richtung.
Rund 2000 Design- und Journalistik-Studenten, 2500 Multimediaberufsschüler der Multimedia Berufsbildenden Schulen und über 2000 Mitarbeiter von Unternehmen arbeiten im Expo-Park Hannover (Stand 2007). Vertretene Unternehmen sind BMW, Ferrari, der Finanzdienstleister Formaxx, Bestseller, das Hotel Radisson Blu, der Peppermint Pavillon von Mousse T., die Beenic Networks Group, die TUI Arena und Nordmedia, die Filmförderung der Länder Niedersachsen und Bremen.
Rund 85 % der insgesamt verfügbaren Fläche von 650.000 m² sind bebaute Grundstücke, für den überwiegenden Teil der ehemaligen Expo-Länderpavillons wurde eine Nachnutzung gefunden. Für die verbleibenden 87.000 m² wurden von Stadtplanern und Architekten weitere Nutzungskonzepte entwickelt.

## Expo-Plaza und weitere Veranstaltungsorte
Die Expo-Plaza ist der Platz zwischen dem Deutschen Pavillon und der TUI-Arena, an ihr liegen alle Unternehmen und Einrichtungen des nordwestlichen Viertels des Expo-Parks. Die dort am Westrand verlaufende Straße ist Bestandteil der Expo-Plaza und trägt deren Namen. Veranstaltungen in der TUI-Arena, dem Deutschen Pavillon, dem Expowal und im Sommer auf der Plaza ziehen zahlreiche Besucher auf das Gelände.

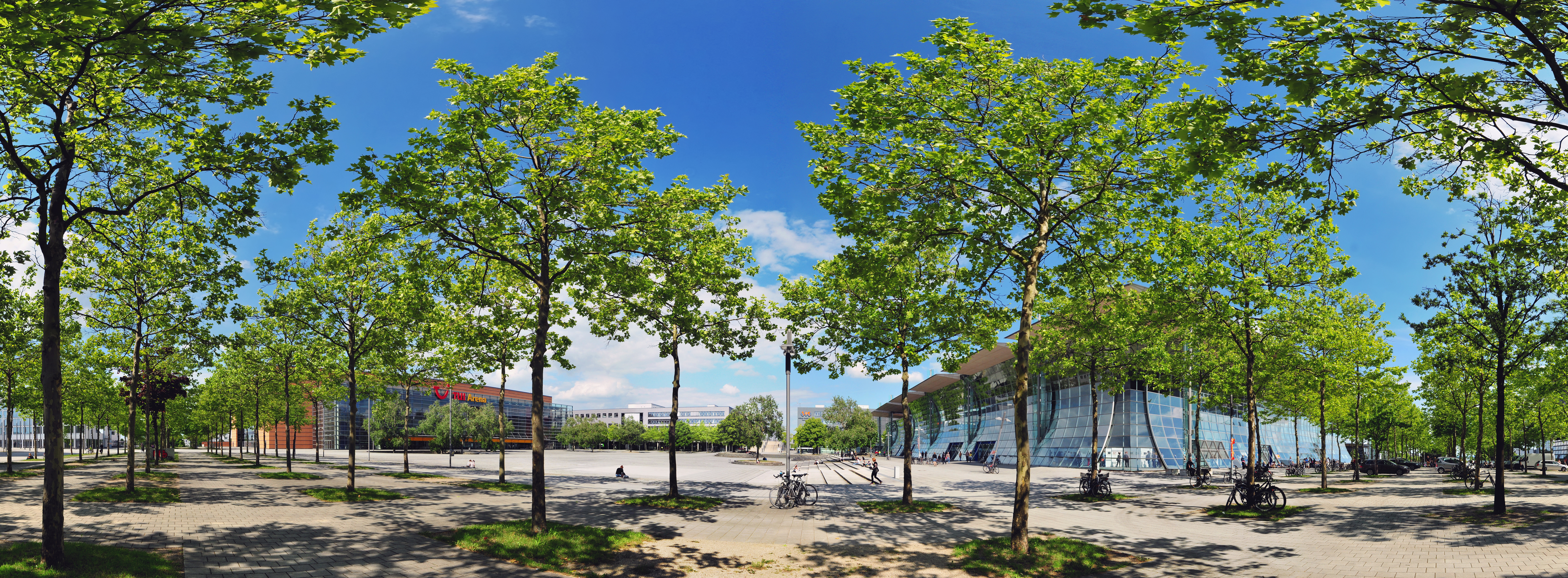
Die Nachnutzung der Expo-Plaza im Jahr 2012 mit der TUI-Arena, mit dem deutschen Pavillon und mit der Baumallee aus dem Jahr 2000